# Бърт Кенеди
Бърт Кенеди (на английски: Burt Kennedy) е американски филмов сценарист и режисьор. 

## Биография
Роден e в семейство на танцьори на водевил от Томас Джеймс и Гертруда Емили Кенеди. През Втората световна война служи в 1-ва кавалерийска дивизия.
След войната Бърт Кенеди започва работа в театъра, после започнал да пише за радиото, а след това и за телевизията.
През 1956 г. е написва сценарий за уестърн „Седем трябва да умрат“ (Seven Must Die) от Бът Бетикър. Двамата си сътрудничат в седем уестърна, които са станали класика в жанра. На Бърт Кенеди му отнема 15 години, за да премине от писател към режисьор. През 1961 г. прави първия си филм „Канадците“, след което прави няколко телевизионни сериала.
На 11 юли 1973 г. той се жени за Шейла Тереза Фостър, имат две деца.

## Избрана филмография
| Година | Филм                         | Оригинално заглавие   |
| ------ | ---------------------------- | --------------------- |
| 1967   | Добре дошли в Трудни времена | Welcome to Hard Times |
| 1967   | Военният фургон              | The War Wagon         |
| 1969   | Младият Били Йънг            | Young Billy Young     |
| 1971   | Хани Колдър                  | Hannie Caulder        |
| 1973   | Обирджии на влакове          | The Train Robbers     |